# Oak Ridge (contea di Cooke)
Oak Ridge è un centro abitato degli Stati Uniti d'America, situato nella contea di Cooke dello Stato del Texas.

## Geografia fisica
Oak Ridge è situata a 33°38′55″N 97°02′26″W (33.648577, -97.040626).
Secondo lo United States Census Bureau, ha un'area totale di 0,1 miglia quadrate (0.3 km²).

## Società

### Evoluzione demografica
Secondo il censimento del 2000, c'erano 224 persone, 72 nuclei familiari e 54 famiglie residenti nella città. La densità di popolazione era di 1.682,9 persone per miglio quadrato (665,3/km²). C'erano 93 unità abitative a una densità media di 698,7 per miglio quadrato (276,2/km²). La composizione etnica della città era formata dall'85,27% di bianchi, lo 0,45% di afroamericani, l'1,79% di nativi americani, il 10,27% di altre razze, e il 2,23% di due o più etnie. Ispanici o latinos di qualunque razza erano il 14,29% della popolazione.
C'erano 72 nuclei familiari di cui il 47,2% aveva figli di età inferiore ai 18 anni, il 56,9% erano coppie sposate conviventi, l'11,1% aveva un capofamiglia femmina senza marito, e il 25,0% erano non-famiglie. Il 15,3% di tutti i nuclei familiari erano individuali e l'1,4% aveva componenti con un'età di 65 anni o più che vivevano da soli. Il numero di componenti medio di un nucleo familiare era di 3,11 e quello di una famiglia era di 3,57.
La popolazione era composta dal 35,7% di persone sotto i 18 anni, l'8,0% di persone dai 18 ai 24 anni, il 37,9% di persone dai 25 ai 44 anni, il 15,2% di persone dai 45 ai 64 anni, e il 3,1% di persone di 65 anni o più. L'età media era di 28 anni. Per ogni 100 femmine c'erano 109,3 maschi. Per ogni 100 femmine dai 18 anni in giù, c'erano 111,8 maschi.
Il reddito medio di un nucleo familiare era di 26.875 dollari, e quello di una famiglia era di 26.875 dollari. I maschi avevano un reddito medio di 25.313 dollari contro i 20.893 dollari delle femmine. Il reddito pro capite era di 9.673 dollari. Circa l'11,5% delle famiglie e il 16,4% della popolazione erano sotto la soglia di povertà, incluso il 19,2% di persone sotto i 18 anni di età.